# Frederick King Turgeon
Frederick King Turgeon (* 26. Dezember 1901 in Auburn, Androscoggin County, Maine, Vereinigte Staaten; † 10. Juli 1987 in Amherst, Hampshire County, Massachusetts, Vereinigte Staaten) war ein US-amerikanischer Romanist.

## Leben und Werk
Turgeon promovierte 1929 an der Harvard University mit der Arbeit Fanny de Beauharnais (erschienen u. d. T. Fanny de Beauharnais. Biographical Notes and a Bibliography, in: Modern Philology 30, 1932–1933, S. 61–80). Er war von 1926 bis 1969 Professor für Französisch am Amherst College. Ab 1970 wurde dort ein Preis nach ihm benannt (Frederick King Turgeon Prize).

Turgeon war verheiratet mit der in den Vereinigten Staaten sehr erfolgreichen Kochbuchautorin Charlotte Turgeon (1912–2009).

## Weitere Werke
- (Hrsg. mit Arthur Chew Gilligan) The principal comedies of Molière, New York 1935
- (Hrsg.) French one-act plays of today, New York 1939 (Sée.Romains.d’Hervilliers.Vildrac)
- French review for reading knowledge, New York 1942
- Cours pratique de français, New York/London 1947, 1951
- (Hrsg.) Quatre pièces modernes en un acte, New York 1951 (Roger-Marx.d’Hervilliez/Cleray.Cocteau.Giraudoux)
- (Hrsg.) Cinq comédies du Moyen âge à nos jours, New York 1964